# RPL Racing
RPL Racing es una escudería mexicana de automovilismo. La escudería fue fundada en 2011 por Ricardo Pérez de Lara.

## Historia

### Inicios
La escudería se fundaría en el 2011 con la meta de convertirse en el equipo más competitivo de México, la escudería mexicana sería encabezada por el multicampeón y piloto mexicano Ricardo Pérez de Lara.
RPL Racing dio mucho de qué hablar debutando en la Súper Copa Telcel, campeonato nacional en el cual tuvo una buena temporada, en la que consiguió dominar a los demás equipos obteniendo el primer título de la categoría, con cuatro victorias y nueve podios.
Un año más tarde la escudería volvió a ganar, consiguiendo el Bicampeinato acumulando nueve triunfos, 15 podios y siete poles. La racha ganadora se extendería hasta el 2013 al lograr el Tricampeonato en la Súper Copa Telcel sumando seis victorias, cuatro segundos lugares y dos terceros.
En 2014, RPL Racing alcanzó competir en la Ferrari Challenge, donde Ricardo Pérez de Lara lograría ser campeón en la categoría Am, en ese mismo año, el RPL Racing también logro hacer buenos resultados en México gracias al talento de Eduardo de León y Antonio Pérez.

### Fórmula 4
En 2015, RPL Racing volvió a las carreras cuando entró en el Campeonato NACAM de Fórmula 4 en la temporada 2015-16, entrando a la categoría con los mexicanos José Sierra  y Fernando Urrutia, y con el colombiano Santiago Lozano.

## Resultados

### Campeonato NACAM de Fórmula 4
(Clave) (negrita indica pole position) (cursiva indica vuelta rápida puntuable)
| Año     | Chasis        | Pilotos              | Carreras | Victorias | Poles | VR | Podios | Puntos | Pos. |
| ------- | ------------- | -------------------- | -------- | --------- | ----- | -- | ------ | ------ | ---- |
| 2015-16 | Mygale M14-F4 | José Sierra          | 21       | 0         | 0     | 2  | 8      | 255    | 2.º  |
| 2015-16 | Mygale M14-F4 | Fernando Urrutia     | 21       | 1         | 0     | 1  | 8      | 239    | 4.º  |
| 2015-16 | Mygale M14-F4 | Santiago Lozano      | 21       | 0         | 0     | 0  | 2      | 144    | 6.º  |
| 2016-17 | Mygale M14-F4 | José Sierra          | 23       | 5         | 3     | 3  | 12     | 336    | 2.º  |
| 2016-17 | Mygale M14-F4 | Luis Alfonso Pérez   | 14       | 1         | 0     | 1  | 5      | 155    | 5.º  |
| 2016-17 | Mygale M14-F4 | Santiago Lozano      | 16       | 0         | 0     | 0  | 5      | 111    | 8.º  |
| 2016-17 | Mygale M14-F4 | Facundo Garese       | 3        | 1         | 0     | 1  | 2      | 0      | NC   |
| 2016-17 | Mygale M14-F4 | Ricardo Pérez        | 6        | 0         | 0     | 0  | 0      | 0      | NC   |
| 2017-18 | Mygale M14-F4 | Santiago Lozano      | 7        | 1         | 0     | 1  | 4      | 98     | 8.º  |
| 2017-18 | Mygale M14-F4 | Mariano Martínez     | 13       | 0         | 0     | 0  | 0      | 44     | 13.º |
| 2017-18 | Mygale M14-F4 | Manuel Cabrera       | 2        | 0         | 0     | 0  | 0      | 16     | 21.º |
| 2017-18 | Mygale M14-F4 | Emiliano Richards    | 3        | 0         | 0     | 0  | 0      | 13     | 23.º |
| 2017-18 | Mygale M14-F4 | Pablo Perez de Lara  | 3        | 0         | 0     | 0  | 0      | 10     | 24.º |
| 2017-18 | Mygale M14-F4 | Rod McLeod           | 1        | 0         | 0     | 0  | 0      | 0      | NC   |
| 2018-19 | Mygale M14-F4 | Pablo Pérez de Lara  | 20       | 2         | 0     | 0  | 8      | 245    | 3.º  |
| 2018-19 | Mygale M14-F4 | Emiliano Richards    | 15       | 1         | 0     | 1  | 5      | 152    | 6.º  |
| 2018-19 | Mygale M14-F4 | Mateo Llarena        | 11       | 0         | 0     | 0  | 0      | 18     | 13.º |
| 2018-19 | Mygale M14-F4 | José Garfias         | 3        | 0         | 0     | 0  | 0      | 14     | 15.º |
| 2018-19 | Mygale M14-F4 | Mariano Martínez     | 2        | 0         | 0     | 0  | 0      | 2      | 19.º |
| 2018-19 | Mygale M14-F4 | Rodrigo Gutiérrez    | 2        | 0         | 0     | 0  | 0      | 2      | 20.º |
| 2018-19 | Mygale M14-F4 | Emiliano Tagosam     | 6        | 0         | 0     | 0  | 0      | 0      | NC   |
| 2018-19 | Mygale M14-F4 | Pipo Villa           | 9        | 0         | 0     | 0  | 0      | 0      | NC   |
| 2019-20 | Mygale M14-F4 | Andrés Pérez de Lara | 20       | 4         | 1     | 1  | 8      | 252    | 3.º  |
| 2019-20 | Mygale M14-F4 | José Garfias         | 20       | 3         | 0     | 2  | 7      | 238    | 4.º  |
| 2019-20 | Mygale M14-F4 | Pablo Pérez de Lara  | 14       | 0         | 1     | 3  | 5      | 140    | 5.º  |
| 2019-20 | Mygale M14-F4 | Thomas Nepveu        | 6        | 1         | 0     | 2  | 3      | 66     | 10.º |
| 2019-20 | Mygale M14-F4 | Emiliano Richards    | 5        | 0         | 0     | 0  | 0      | 28     | 16.º |
| 2021    | Mygale M14-F4 | Maxwell Jamieson     | 4        | 0         | 0     | 0  | 0      | 0      | NC   |
| 2021    | Mygale M14-F4 | Andrés Pérez de Lara | 2        | 0         | 0     | 0  | 0      | 0      | NC   |
| 2021    | Mygale M14-F4 | Erick Zúñiga         | 1        | 0         | 0     | 0  | 0      | 0      | NC   |
| 2021    | Mygale M14-F4 | Davis Barringer      | 3        | 0         | 0     | 0  | 0      | 0      | NC   |

## Graduados a Fórmula 3
| Piloto       | RPL Racing       | RPL Racing | RPL Racing | RPL Racing | Fórmula 3  | Fórmula 3     | Fórmula 3 | Fórmula 3 | Fórmula 3 | Fórmula 3 |
| Piloto       | Temporadas       | Carreras   | Victorias  | Podios     | Temporadas | Equipos       | Carreras  | Victorias | Poles     | Podios    |
| ------------ | ---------------- | ---------- | ---------- | ---------- | ---------- | ------------- | --------- | --------- | --------- | --------- |
| José Garfias | 2018-19, 2019-20 | 23         | 3          | 7          | 2023       | MP Motorsport |           |           |           |           |

- En negrita los pilotos que disputarán alguna temporada de Fórmula 3 en 2023.